# Jörg van Ommen
Jörg van Ommen (* 27. September 1962 in Moers) ist ein ehemaliger deutscher Automobilrennfahrer.

## Karriere
Von 1984 bis 1996 war van Ommen in der Deutschen Tourenwagen-Meisterschaft aktiv und konnte insgesamt fünf Siege einfahren, sein erster kam allerdings erst 1992, obwohl er gleich beim ersten DTM-Rennen überhaupt auf der Pole stand. Mit 992,5 Punkten rangiert er auf dem sechsten Platz der ewigen Punktetabelle der DTM. 1994 und 1995 wurde er Vizemeister hinter DTM-Rekordchampion Bernd Schneider. Seit 2005 besitzt van Ommen ein eigenes Rennteam, das unter anderem im Seat Leon Supercopa und Porsche 997 Cup vertreten ist.
Auch sein Onkel mütterlicherseits Armin Hahne war in der DTM aktiv gewesen und hatte ebenfalls mehrere Rennen gewonnen.

## Statistik

### Karrierestationen
- 1972–1980 Kartsport (viermal Deutscher Meister, 3. EM, 5. WM)
- 1980–1985 Verschiedene deutsche Rennserien im Tourenwagen
- 1984–1996 Deutsche Tourenwagen-Meisterschaft
- 1997–1998 Super Tourenwagen mit Peugeot
- 1998–2005 „Jörg van Ommen Kart Serie“
- 2002–2005 Geschäftsführer der Motorsport Akademie Nürburgring
- Seit 2005 Eigenes Rennteam „Jörg van Ommen Autosport“ (JvO-Autosport)
- Seit 2009 parallel zu JvO-Autosport maßgeblich am Aufbau von Team Schrick sowie als Fahrer beteiligt